# Туризм у Шрі-Ланці

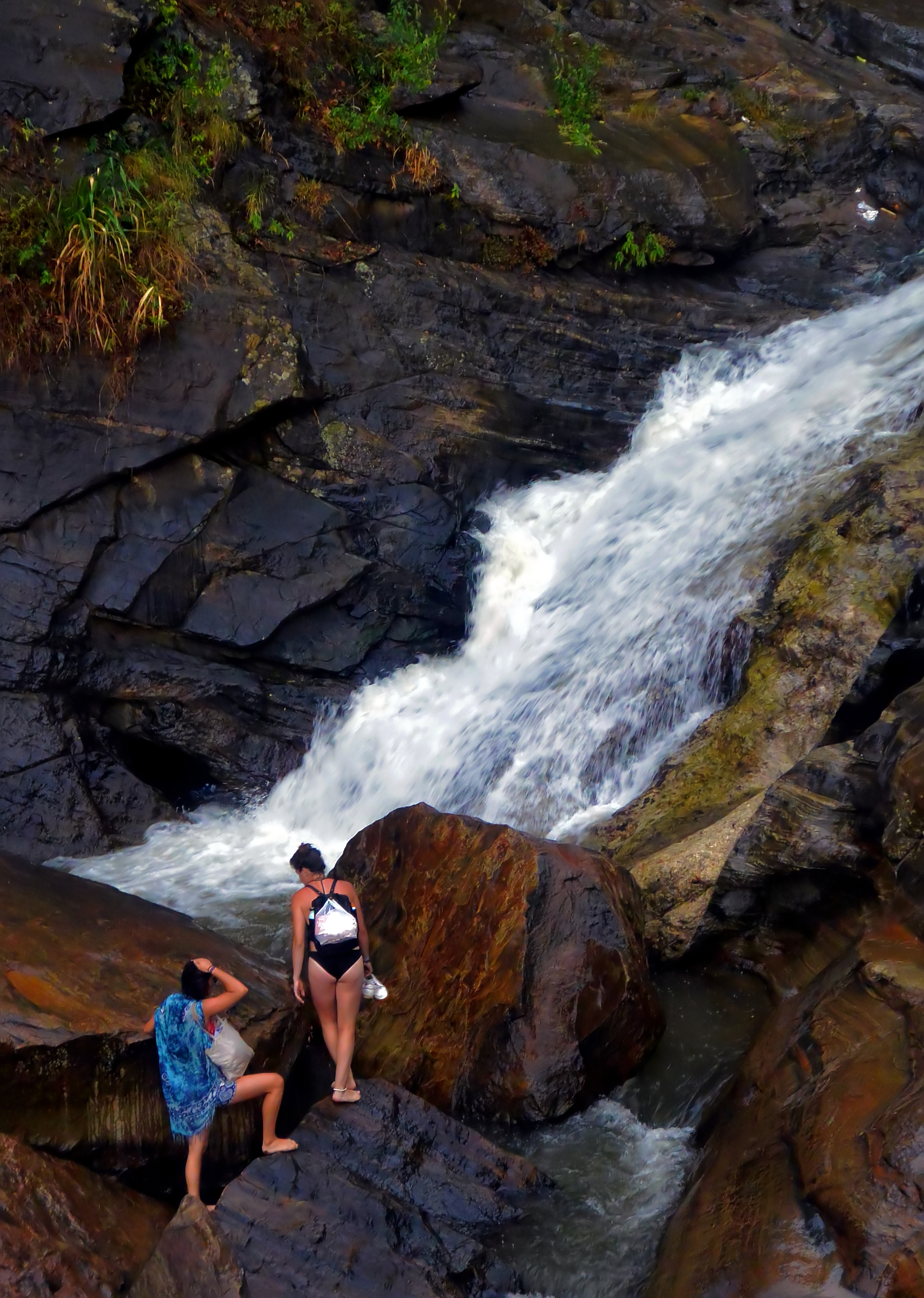
Туризм у Шрі-Ланці.

Туризм на Шрі-Ланці є однією з найрозвинутіших галузей економіки, чому сприяє наявність у країні великої кількості як історичних, так і природних пам'яток. Станом на 2011 рік, 8 об'єктів Всесвітньої спадщини на Шрі-Ланці поділяються на 7 культурних об'єктів і 1 природний об'єкт. 2 культурних об'єкти визнано шедеврами людського генія (критерій i).

## Історичні пам'ятки

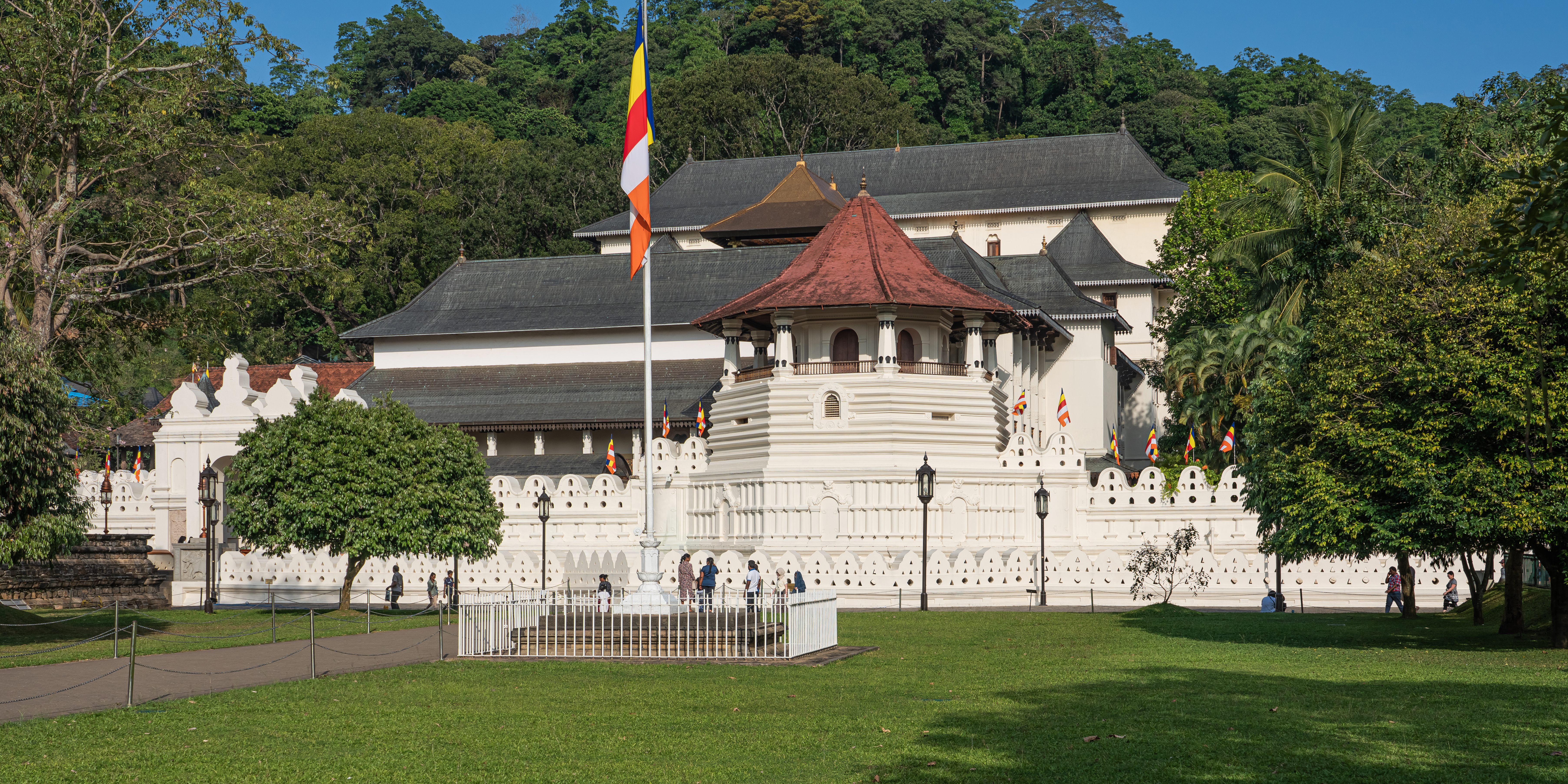
Храм Зуба Будди

Історичні пам'ятки зосереджені в центральній частині країни, так званому «Культурному трикутнику» («Ancient Cities»), до якого входять міста Дамбулла з однойменним храмом, Полоннарува, Анурадхапура, Міхінтале і плато Сігірія. Другим центром області пам'яток є Канді і Нувара-Елія (перекладається як «місто світла»). «Культурний трикутник» — це область давньої, двотисячолітньої історії сингалезьких королівств і імперії, Канді і Нувара-Елія — нової історії, у складі Британської імперії.
На території країни знаходиться кілька всесвітньо значущих буддійських реліквій: дерево Бодхі в Анурадхапурі — «нащадок» священного дерева з індійської Бодха-Гаї, під яким знайшов просвітлення Гаутама Будда. У середні віки буддисти отримали гілку баньяна з Індії. З цієї гілки виросло дерево. Коли баньян в Бодха-Гаї помер від старості, гілку дерева зі Шрі-Ланки передали назад, і з цієї гілки знову відродився священний баньян в Бодха-Гаї, на колишньому місці. Храм Зуба Будди в Канді офіційно містить у собі зуб Будди, принесений з місця кремації тіла Гаутами Будди, єдине матеріальне свідчення існування Гаутами Будди, що залишилося. Історія з цим зубом сумнівна, аж до сумнівів в існуванні самого зуба як такого в храмі (він, як такий, нікому не показується).

## Природні пам'ятки

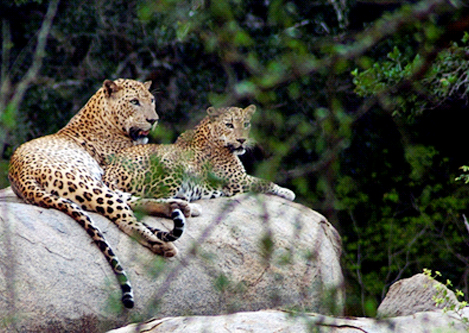
Леопарди в національному парку Яла

Природні визначні пам'ятки — це численні заповідники, що зберігають багатий тваринний і пташиний світ острова, такі як національний парк Яла на півдні, національний парк Вілпатту на північному заході і безліч інших, дрібніших, але не менш цікавих, особливо для любителів птахів. Крім того, Шрі Ланка примітна тим, що лише на ній досі збереглася значна кількість диких індійських слонів, що вільно живуть у природі.

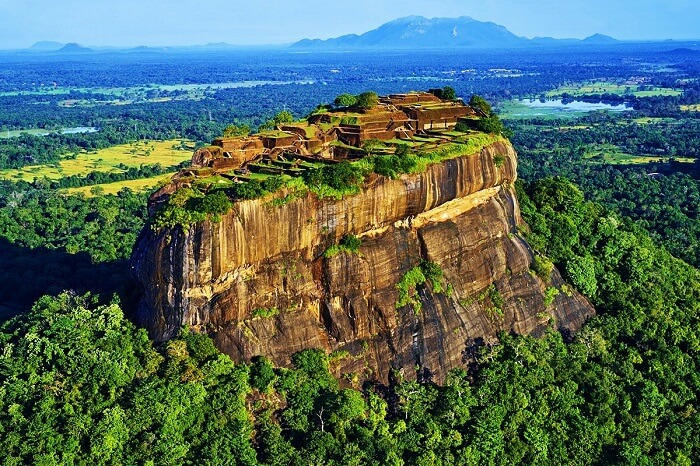
Сігірія

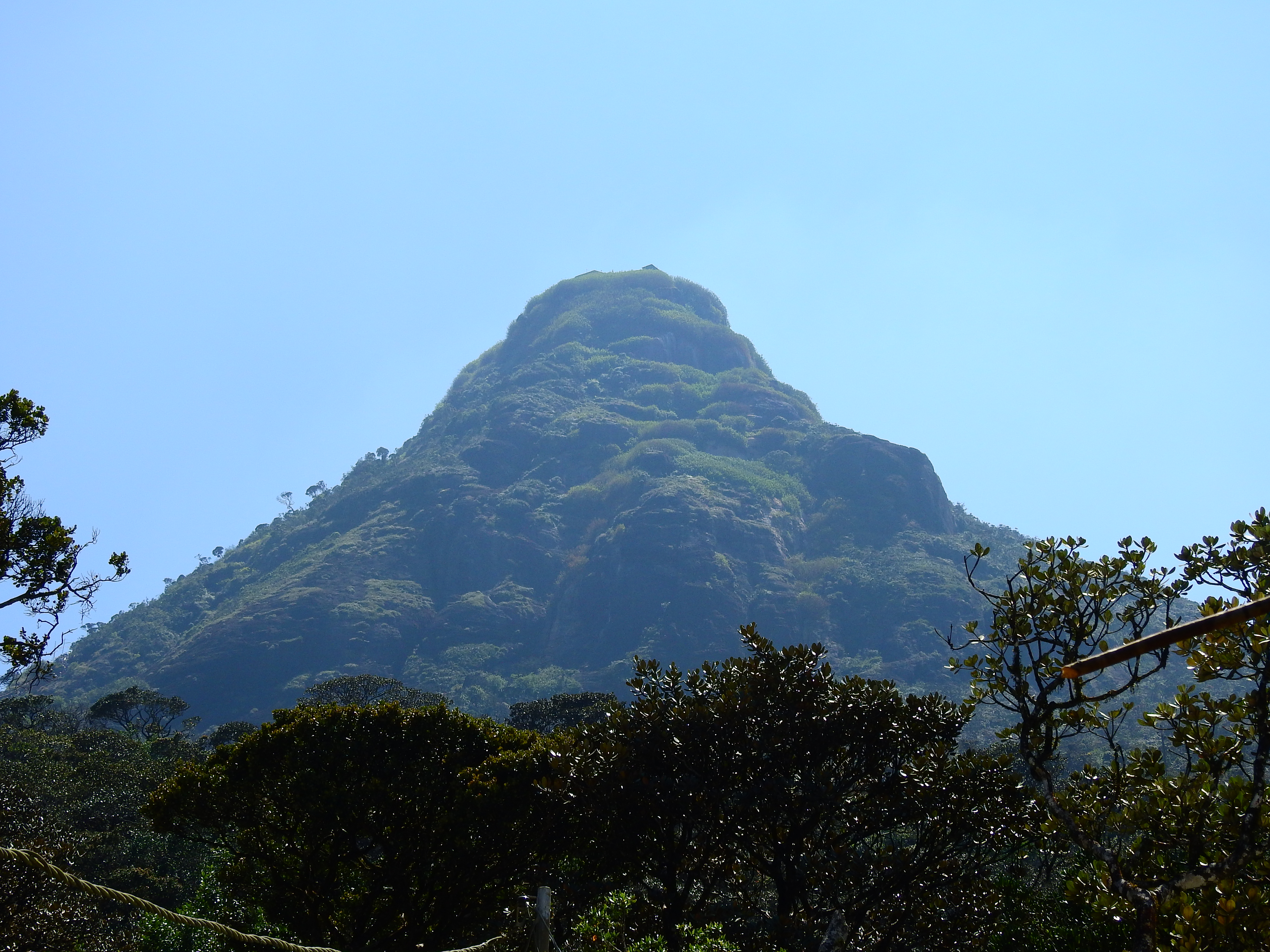
Пік Адама

Шрі-Ланка, розташована в Індійському океані, є однією з найбільш екологічно різноманітних країн світу. Її природні пам'ятки включають гірські ландшафти, тропічні ліси, національні парки, водоспади та унікальну флору і фауну. У Шрі -Ланці є такі природні пам'ятки: Національний парк Яла (Yala National Park) - розташований на південному сході Шрі-Ланки, національний парк Яла є одним з найбільших природних заповідників країни. Він має популяцію диких тварин, зокрема ягуарів, слонів, буйволів та різноманітних видів птахів; Сігірія (Sigiriya)  — це величезна скеля, що підноситься на 170 метрів над навколишньою рівниною. На її вершині в V столітті була побудована резиденція царя Кассапи. Навколо Сігірії розташовані сади та водні басейни, що робить це місце не тільки археологічною, але й природною пам'яткою; Пік Адама (Adam's Peak)— одна з найвищих точок Шрі-Ланки, висотою 2,243 метри. Ця гора є священним місцем для багатьох релігійних груп, включаючи буддистів, індуїстів та мусульман. На вершині гори знаходиться природна відмітка, яку різні релігії трактують по-своєму. Національний парк Уда-Валаве (Udawalawe National Park)-- розташований на південному заході Шрі-Ланки, національний парк Удавалаве налічує велику популяцією азіатських слонів. Парк також є домом для багатьох інших видів тварин, зокрема левів, буйволів і рідкісних птахів.